# Manzanas (álbum)
Para "manzanas" como plural de la fruta, véase manzana.
Manzanas es el nombre del álbum debut del grupo Cómplices, que salió a la venta en 1988. Con este disco el grupo se da a conocer. Las canciones que sobresalen de este álbum son Serás mi cómplice y Dama del río.

## Canciones
1. Dama del río - 5:14
2. Manzanas - 3:25
3. Loco alquimista - 3:56
4. La marea - 3:14
5. Sonrisa plateada - 3:32
6. Venderse o morir - 4:26
7. Serás mi cómplice - 4:55
8. Carita de panoli - 4:15
9. El viajero de la lluvia negra - 3:50
10. Un mar sin fondo - 4:46

- Datos: Q5645164